# 754年
| 千纪： | 1千纪                                                                                           |
| 世纪： | 7世纪 \| 8世纪 \| 9世纪                                                                         |
| 年代： | 720年代 \| 730年代 \| 740年代 \| 750年代 \| 760年代 \| 770年代 \| 780年代                       |
| 年份： | 749年 \| 750年 \| 751年 \| 752年 \| 753年 \| 754年 \| 755年 \| 756年 \| 757年 \| 758年 \| 759年 |
| 纪年： | 甲午年（马年）；唐天寶十三載；南诏赞普钟三年；日本天平胜宝六年；渤海国大興十七年                |

## 大事记
- 第一次唐朝與南詔戰爭，唐李宓率軍七萬攻南詔，打到南詔首都太和城外，閣羅鳳守在城內不出戰，李宓軍糧盡，士卒因疾病瘴疫及饑餓而死者達到十分之七八，李宓率餘部返回，南詔追擊，李宓全軍覆沒。
- 1月22日——鑑真東渡抵達日本。
- 卡洛林王朝丕平第一次出征義大利，並受到教宗的敷油，等於承認其統治地位。
- 阿布·阿拔斯將都城從奧米亞王朝支持者眾多的大馬士革（位於敘利亞境內）遷至幼發拉底河畔的安巴爾（位於伊拉克境內）。

## 逝世
- 阿布·阿拔斯，伊斯兰教第十九代哈里发，阿拔斯王朝的创建者。
- 卡洛曼，加洛林家族成員，法蘭克王國奧斯特拉西亞宮相、法蘭克公爵。前任宮相查理·馬特的長子及加洛林王朝創建者矮子丕平的兄長，也是查理曼的伯父。
- 崔顥，中國唐朝詩人。